# Slaget vid Marathon
Slaget vid Marathon var ett slag år 490 f.Kr. vid byn Marathon i Attika i Grekland mellan greker (från Aten och Plataiai) och perserna som en del av persiska krigen. Grekerna segrade och kunde därefter driva tillbaka perserna.
Den grekiska hären bestod av cirka 10 000 man. Den persiska hären bestod av uppskattningsvis mellan 25 000 och 30 000 man, som landsattes vid Marathonslätten (26 000 enligt Herodotos). Den grekiska hären leddes av tio generaler. Innan slaget börjat hade dessa diskuterat huruvida de skulle dra sig tillbaka till Aten eller slåss. Miltiades, en av dessa, som ville slåss, gick då till polemarchen, som också var röstberättigad. Han lyckades övertala polemarchen att de skulle strida. 
Varje dag var det en av generalerna som skulle leda den grekiska hären, men alla överlämnade överbefälet till Miltiades. Miltiades väntade dock på förstärkningar. Förutom de atenska trupperna hade Plataiai sänt förstärkning på knappt 1000 man. Atenarna hade tidigare skickat en budbärare (Feidippides) till Sparta för att be om hjälp, men av religiösa skäl ville inte spartanerna skicka förstärkning förrän det blivit fullmåne. 
Miltiades taktik var att göra tvärtemot perserna. Perserna hade huvuddelen av sina soldater i mitten. Miltiades ställde de flesta av sina soldater på flankerna. I mitten stod bland andra Themistokles, som skulle försöka hålla fronten. 
Slaget började genom att grekerna anföll. Medan den grekiska centern avvek på grund av persernas antal och för att locka perserna längre fram avancerade grekernas flanker och drev perserna på flykten. Grekerna vände då och anföll perserna i ryggen. Efter att omringade ha försökt strida flydde de till sina fartyg. En anledning till den grekiska segern var att de hade bättre beväpning. Då striden var till ända hade enligt antika källor 192 atenare och omkring 6400 perser dött på slagfältet.
Efter flykten seglade perserna med sin flotta mot Aten. För att förhindra att perserna skulle hinna nå Aten, sprang de atenska soldaterna "för brinnande livet", enligt Herodotos, för att undsätta staden. Grekerna hann dit i tid och kunde ställa upp sig på stranden vid hamnen (Faleron) för att avskräcka en persisk landstigning. Det är egentligen denna språngmarsch, som är förebilden till maratonloppet. 
Efter en tids tvekan på redden bestämde sig perserna att överge sina erövringsplaner och seglade tillbaka till Asien. Det persiska hotet var avvärjt, för den här gången. Nästa stora persiska erövringshot skulle komma 10 år senare.
Historien om Feidippides som utsågs att springa de 42 kilometerna hem till Aten och förkunna segern är dock en myt, som i modern tid blivit förebilden till maratonloppet.

## Betydelse
Under 1800- och 1900-talet ansågs slaget vid Marathon vara av grundläggande betydelse för den kulturella och politiska utvecklingen i Europa. Flera historiker ansåg att det var här som den europeiska civilisationen, demokratin och kulturen räddades. I Edward Shepherd Creasys bok om de femton viktigaste krigen i världshistorien från 1851 intar slaget vid Marathon första platsen. Tankegången var att om perserna hade segrat så skulle det antika Grekland aldrig ha det inflytande det hade på dåtidens kulturer, hellenismen skulle aldrig komma att få den betydelse för framtida europeiska kulturella utvecklingar som den faktiskt hade, Rom skulle aldrig kunna ha agerat som förmedlare av grekisk kultur till andra folk som levde utanför det romerska rikets gränser. Humanismen, renässansen och i slutändan demokratin skulle, enligt dåtidens idéer, aldrig ha utvecklats. Denna tolkning av slaget har idag förträngts av historiska fakta: städer som tillhörde persiska riket, till exempel Miletos, var betydelsefulla städer med ett stort kulturellt inflytande även om de stod under persiskt styre.